# Gladovec Pokupski
Gladovec Pokupski is een plaats in de gemeente Pokupsko in de Kroatische provincie Zagreb. De plaats telt 182 inwoners (2001).